# Leanne
Leanne ist ein weiblicher Vorname.

## Herkunft und Bedeutung
Der im Englischen verwendete Vorname ist eine Kombination aus Lee und Anne.

## Bekannte Namensträgerinnen (Auswahl)
- Leanne Choo (* 1991), sino-australische Badmintonnationalspielerin
- Leanne Crichton (* 1987), schottische Fußballspielerin
- Leanne Mitchell (* 1983), britische Popsängerin
- Leanne Ross (* 1981),  schottische Fußballspielerin
- Leanne Smith (* 1987), US-amerikanische Skirennläuferin
- Leanne Welham, englische Drehbuchautorin und Filmregisseurin
- Leanne Wood (* 1971), walisische Politikerin